# Sachverständigenhaftung
Die Sachverständigenhaftung bezeichnet eine besondere Schadensersatzpflicht des Sachverständigen, insbesondere, wenn er gerichtlich bestellt worden ist und sein Gutachten Beweiszwecken dient.

## Deutschland
Ein vom Gericht ernannter Sachverständiger haftet seit dem 1. August 2002 für ein vorsätzlich oder grob fahrlässig unrichtiges Gutachten, wenn die von ihm mitgeteilten Erkenntnisse Grundlage einer gerichtlichen Entscheidung geworden sind (§ 839a BGB). Diese gesetzliche Regelung scheidet allerdings aus, wenn unter dem Druck eines ungünstigen Falschgutachtens ein später als unangemessen empfundener Vergleich geschlossen wird.
Ein gerichtlicher Sachverständiger haftet aus § 823 Abs. 1 BGB nur, wenn ein Verfahrensbeteiligter als Konsequenz des Gutachtens in einem absoluten Recht verletzt wurde, z. B. wenn er zu Unrecht im Gefängnis gelandet ist, nicht aber, wenn bei ihm durch den ungerechtfertigten Prozessverlust lediglich ein Vermögensschaden eingetreten ist. Aus § 823 Abs. 2 BGB i. V. m. §§ 153, 154 StGB haftet der Sachverständige zwar auch für reine Vermögensschäden, aber nur bei Vorsatz. Dafür aber haftet er aus § 823 Abs. 2 BGB i. V. m. § 163 StGB schon für einfache Fahrlässigkeit, wenn er vereidigt wurde oder allgemein vereidigt ist und sich im Verfahren auf diesen Eid beruft.
Die Vorschrift des § 839a BGB ist analog auch auf von der Staatsanwaltschaft beauftragte Sachverständige im strafrechtlichen Ermittlungsverfahren anwendbar. Als „gerichtliche Entscheidung“ gilt dann bereits die Erhebung der Anklage vor dem zuständigen Strafgericht, auch wenn es nicht zur Eröffnung des Hauptverfahrens gegen den Geschädigten kommt. Die Vorschrift wird allerdings von der Amtshaftung verdrängt, falls der Sachverständige in Ausübung eines öffentlichen Amtes gehandelt hat, etwa bei der Obduktion einer Leiche nach § 87 StPO.
Die Einbeziehung eines durch einen Versicherungsvertrag Begünstigten in die Schutzwirkungen eines zwischen dem Versicherer und einem von diesem herangezogenen Gutachter geschlossenen Vertrages kommt nur unter besonderen Bedingungen in Betracht.

## Österreich
Der Sachverständige haftet für Befund und Gutachten den Parteien bzw. seinem Vertragspartner persönlich und unmittelbar
nach §§ 1295, 1299 ABGB für den durch das Gutachten verursachten Schaden.
Nach ständiger Rechtsprechung trifft den Sachverständigen eine objektiv-rechtliche Sorgfaltspflicht auch zugunsten Dritter, wenn er damit rechnen muss, dass sein Gutachten die Grundlage für die Disposition dritter Personen bilden wird. Der Sachverständige hat gerade für mangelnde Kenntnisse und Fähigkeiten einzustehen.
Amtssachverständige sowie Personen, die von einer Behörde zum Sachverständigen bestellt werden und im Rahmen der Hoheitsgewalt der Verwaltung tätig werden, haften, wenn eine unmittelbare Zuordnung der Tätigkeit zum entsprechenden Amtsträger möglich ist, unter Umständen nach den Regeln des Amtshaftungsrechtes. Nach der Rechtsprechung ist der gerichtlich bestellte Sachverständige aber kein Organ im Sinne des Amtshaftungsgesetzes.
Die Haftung des Sachverständigen ist in der Regel nur gegeben, wenn ihm zumindest ein bedingter Vorsatz vorwerfbar ist oder aber, wenn er mit seinem Gutachten erkennbar auch die Interessen Dritter mitverfolgt hat. Dass eine in einem Gutachten getroffene Aussage auch die Sphäre eines Dritten berührt, reicht grundsätzlich nicht für eine Haftungsbegründung aus.
Ein neues Gutachten bildet nicht zwingend einen Wiederaufnahmegrund für ein abgeschlossenes gerichtliches oder behördliches Verfahren, wenn es keine neuen Tatsachen beibringt. Die später hervorkommenden Tatumstände, die die Richtigkeit eines eingeholten Gutachtens oder aber die mangelhafte Eignung eines beigezogenen Sachverständigen indiziert, ist für sich alleine kein tauglicher Wiederaufnahmegrund.

## Liechtenstein
In Liechtenstein ergibt sich die Sachverständigenhaftung aus §§ 1295, 1299 FL-ABGB.